# Microsoap
Microsoap es una serie de televisión que apareció en 1998. Su transmisión en México fue a través del canal Disney Channel, aunque la producción fue una colaboración tanto de la BBC como de Disney.

## Argumento
La historia versa sobre los protagonistas Emily y Joe, quienes viven cómica, irónica y locamente la separación de sus padres. Emily de 16 años está enamorada de su amigo Jim, mientras Joe, de 11 años, se ensimisma encerrándose a jugar en su cuarto con su boa constrictor y un ratón gigante imaginario de color azul (que es visible para el público pero no para los personajes).
En la serie, Jane y Colin Parker, son un matrimonio poco convencional ya separados. Jane es una eficiente enfermera y una divertida y caótica madre. Colin es un informático obsesionado por el orden hasta el punto de colocar los alimentos en orden alfabético. Cada episodio capta un aspecto de la vida real: la relación con los hermanos pequeños, con los compañeros de clase o con las nuevas parejas de sus progenitores, sin olvidar los primeros amores y los problemas que Emily y Joe tienen para educar a sus padres.
Lo que resalta de la serie es su surrealismo y producción extravagante, en la que un personaje puede meterse de la sala a su cuarto y al salir por la misma puerta puede ya estar en un estadio de fútbol.

## Reparto

### Protagonistas
| # | Actor/Actriz   | Personaje | Episodios                  |
| - | -------------- | --------- | -------------------------- |
| 1 | Suzanne Burden | Jane      | 24 episodios (1998 - 2000) |
| 2 | Joseph Watts   | Edwin     | 16 episodios (1999 - 200)  |
| 3 | Paul Terry     | Joe       | 8 episodios (1998 - 1999)  |
| 4 | Rebecca Hunter | Emily     | 7 episodios (1998)         |
| 5 | Scott Hickman  | Jim       | 7 episodios (1998)         |

### Personajes Secundarios
| #  | Actor/Actriz    | Personaje               |
| -- | --------------- | ----------------------- |
| 1  | Jeff Rawle      | Colin                   |
| 2  | Ivan Kaye       | Roger                   |
| 3  | Ryan Cartwright | David                   |
| 4  | Lucy Evans      | Felicity                |
| 5  | Albey Brookers  | Robie                   |
| 6  | Richard Dixon   | (Papeles extras varios) |
| 7  | Steven Geller   | Roby                    |
| 8  | Lou Gish        | Jennifer                |
| 9  | Charlie Hunnam  | Brad                    |
| 10 | Sam Kennard     | Adam                    |
| 11 | Sarah Mogg      | Pogo                    |
| 12 | Shauna Shim     | Lisa                    |

## Fechas de Estreno
Las siguientes son las fechas de estreno de los episodios. Dichos capítulos carecían de un título en la serie, por lo que para identificarlos se enumeran de la siguiente manera:
Temporada 1
- Temporada 1, Episodio 1: Episodio #1.1 Transmisión original—30 septiembre 1998
- Temporada 1, Episodio 2: Episodio #1.2 Transmisión original—7 octubre 1998
- Temporada 1, Episodio 3: Episodio #1.3 Transmisión original—14 octubre 1998
- Temporada 1, Episodio 4: Episodio #1.4 Transmisión original—21 octubre 1998
- Temporada 1, Episodio 5: Episodio #1.5 Transmisión original—28 octubre 1998
- Temporada 1, Episodio 6: Episodio #1.6 Transmisión original—4 noviembre 1998
- Temporada 1, Episodio 7: Episodio #1.7 Transmisión original—11 noviembre 1998

Temporada 2
- Temporada 2, Episodio 1: Episodio #2.1 Transmisión original—5 octubre 1999
- Temporada 2, Episodio 2: Episodio #2.2 Transmisión original—12 octubre 1999
- Temporada 2, Episodio 3: Episodio #2.3 Transmisión original—19 octubre 1999
- Temporada 2, Episodio 4: Episodio #2.4 Transmisión original—26 octubre 1999
- Temporada 2, Episodio 5: Episodio #2.5 Transmisión original—2 noviembre 1999
- Temporada 2, Episodio 6: Episodio #2.6 Transmisión original—9 noviembre 1999
- Temporada 2, Episodio 7: Episodio #2.7 Transmisión original—17 noviembre 1999
- Temporada 2, Episodio 8: Episodio #2.8 Transmisión original—24 noviembre 1999
- Temporada 2, Episodio 9: Episodio #2.9 Transmisión original—1 diciembre 1999
- Temporada 2, Episodio 10: Episodio #2.10 Transmisión original—8 diciembre 1999
- Temporada 2, Episodio 11: Episodio #2.11 Transmisión original—15 diciembre 1999
- Temporada 2, Episodio 12: Episodio #2.12 Transmisión original—22 diciembre 1999
- Temporada 2, Episodio 13: Episodio #2.13 Transmisión original—5 enero 2000
- Temporada 2, Episodio 14: Episodio #2.14 Transmisión original—12 enero 2000
- Temporada 2, Episodio 15: Episodio #2.15 Transmisión original—19 enero 2000
- Temporada 2, Episodio 16: Episodio #2.16 Transmisión original—26 enero 2000
- Temporada 2, Episodio 17: Episodio #2.17 Transmisión original—2 febrero 2000
- Temporada 2, Episodio 18: Episodio #2.18 Transmisión original—9 febrero 2000
- Temporada 2, Episodio 19: Episodio #2.19 Transmisión original-16 febrero 2000